# Jean-François Pilâtre de Rozier
Jean-François Pilâtre de Rozier (1754-1785) est un scientifique français des Lumières et, avec François Laurent d'Arlandes, l'un des deux premiers aéronautes de l'histoire.

## Biographie
Jean-François Pilâtre de Rozier naît à Metz, place forte des Trois-Évêchés, dans le quartier du fort Moselle qui vient d'être édifié, le 30 mars 1754. Il est le quatrième enfant de Mathurin Pilastre, dit « du Rosier », ancien militaire (sergent du régiment de Picardie) installé comme aubergiste et de Magdeleine Wilmard.
Ses maîtres du collège royal de Metz le jugent étourdi, dissipé, ardent aux plaisirs[Quoi ?] et rebelle à l'étude. Il préfère la chimie et les sciences naturelles au latin. Alors qu'on le destine à être chirurgien, le théâtre anatomique répugne à l'élève en chirurgie de l'hôpital de Metz, si bien qu'il est placé en apprentissage chez un apothicaire. À 18 ans, il se rend à Paris où il attire l’attention de personnes influentes, notamment du duc de La Rochefoucauld qui le présente à Lavoisier, au marquis de La Fayette et à Déodat Gratet de Dolomieu. 

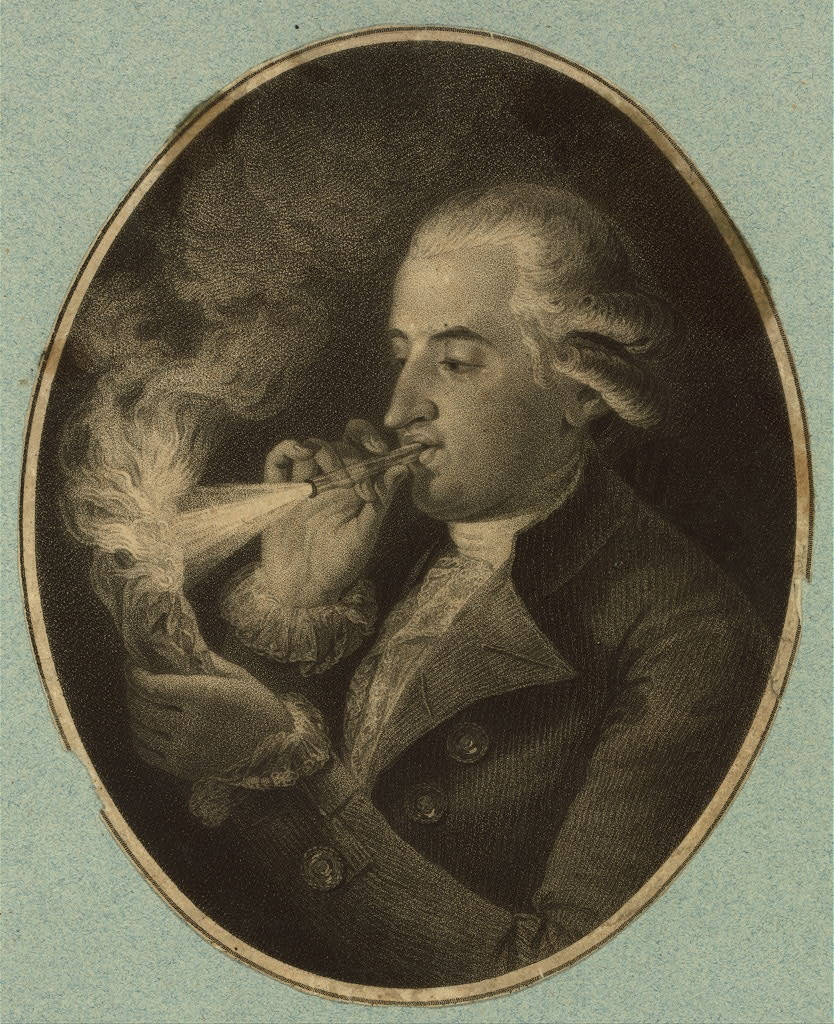
Pilâtre de Rozier soufflant de l'hydrogène dans une flamme.

En 1780, il part pour Reims assurer des présentations de physique et chimie à l’académie de Reims. Mais il rentre rapidement à Paris, où il est nommé intendant des cabinets de physique, de chimie et d’histoire naturelle de « Monsieur », comte de Provence, frère du Roi. Le docteur François Weiss, médecin ordinaire du roi pour le château de la Muette, le prend dans son laboratoire de recherche, lui assure une rente et le destine à prendre sa suite. La veuve du docteur dont il est secrètement amoureux, le fait nommer valet de « Madame », la comtesse de Provence. « Monsieur » devient son nouveau protecteur, ce qui permet à Pilâtre de s'adonner à de nombreuses expérimentations (masque à gaz, bougie phosphorique, teinture d'étoffes) et recherches (sur la foudre, l'hydrogène) sans souci financier.
En 1781, il crée le musée de Monsieur, sorte de lieu d'enseignement privé, où il fait des expériences de physique et donne des cours sur les sciences aux membres de la noblesse. L'inauguration a lieu le 11 décembre 1781. En 1784, le musée emménage rue de Valois. Il deviendra suite au décès, Lycée Républicain, puis sous le Consulat Athénée de Paris, et finalement Athénée royal.
En 1785, Pilâtre de Rozier meurt lors d'une tentative de traversée de la Manche en ballon mixte gaz/montgolfière de sa conception. Il est inhumé dans le cimetière de Wimille. Un monument élevé sur le mur qui borde la grand route de Boulogne à Calais indique le lieu de sa sépulture, à quelque distance de son point de chute. Il ne laisse aucun descendant.

### Carrière d'aéronaute

#### Le premier vol en aérostat

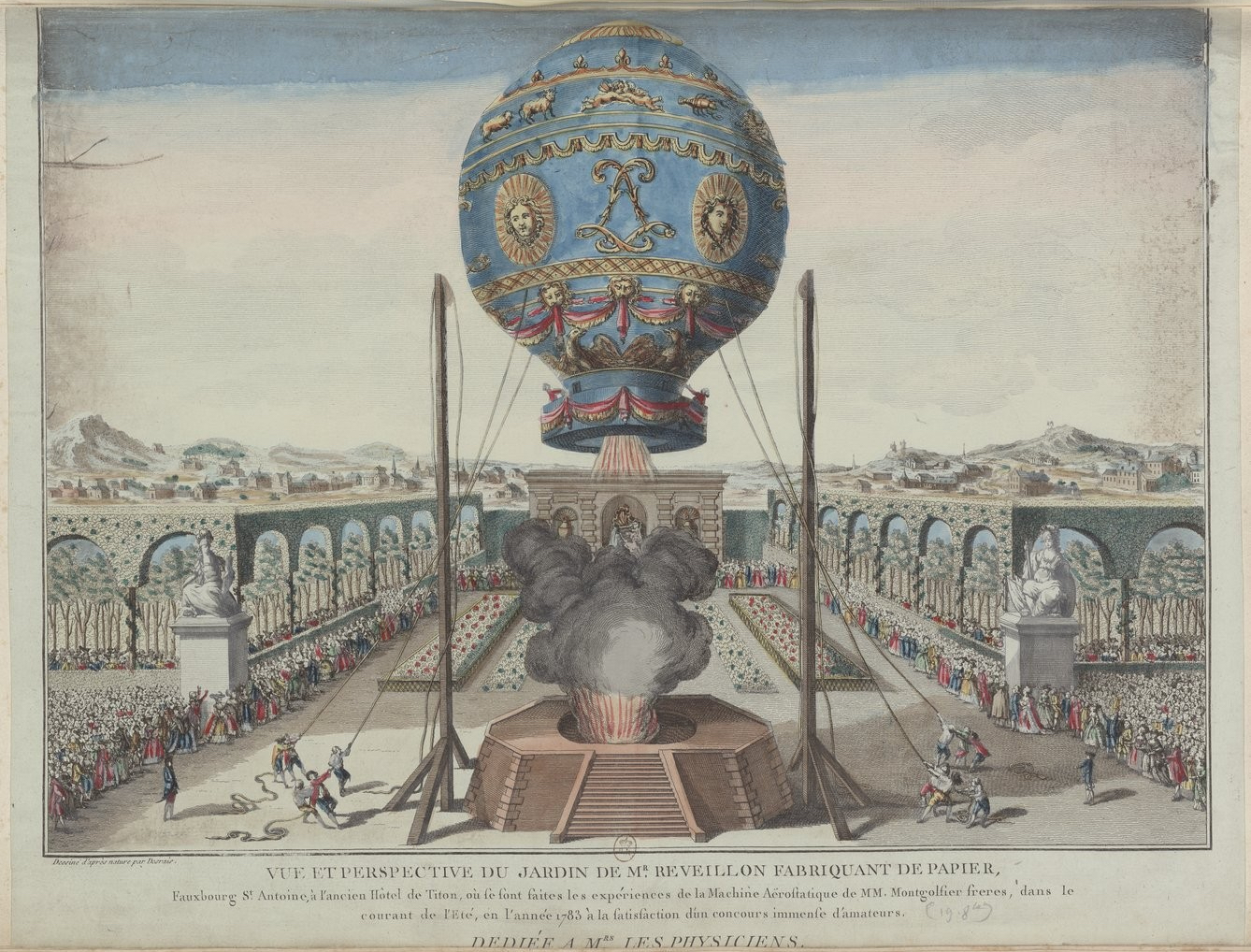
Premiers vols habités captifs, en octobre 1783.

En 1783, quand les frères Montgolfier arrivent à Paris auréolés des premiers essais à Annonay, le jeune physicien leur offre ses services. Il assiste le 19 septembre au premier vol habité avec des animaux, un coq, un canard et un mouton. Malgré ce succès, le roi ne veut pas prendre le risque d'un vol humain. Pilâtre de Rozier, aidé de Barthélemy Faujas de Saint-Fond, du marquis d'Arlandes et de Marie-Antoinette d'Autriche dont il est devenu un intime, négocient pour qu'il accepte.
En octobre, la nouvelle montgolfière est testée captive avec des cordes de 30 mètres. Le premier essai a lieu le 12, Pilâtre de Rozier participant aux tests du 15 et du 17. Suivent d'autres essais, notamment pour peaufiner et maîtriser l'alimentation du foyer afin de produire l'air chaud. Le premier vol libre habité a lieu le 21 novembre 1783 à Paris, Pilâtre de Rozier et le marquis d'Arlandes ayant pris place dans la nacelle. Partis des jardins de La Muette (actuel 16e arrondissement, à l'ouest de Paris), le vol dura une vingtaine de minutes jusqu'à la Butte-aux-Cailles (actuel 13e arrondissement, au sud-est de la capitale).

#### Vol de Lyon
Le 19 janvier 1784, il s’élève à nouveau, à Lyon à bord du Flesselles, une immense montgolfière de 23 270 m3 (celle du premier vol faisait 2 200 m3). Il emmène six passagers, dont Joseph Montgolfier. Le vol dure seize minutes, où le ballon effectue une boucle sur un quart de lieue.

#### Vol scientifique
Au début de 1784, Étienne Montgolfier, ayant récupéré le ballon du premier vol humain, reçoit des fonds du gouvernement pour le réparer et le modifier. Il se trouve chez Jean-Baptiste Réveillon devenu spécialiste des ballons. Étienne, depuis Annonay lui envoie les modifications : le ballon assez proche des montgolfières actuelles, fait 26 mètres de haut pour 5 000 m3 de volume. La partie haute du ballon est faite de peaux fines de mouton (1 540 peaux) pour augmenter la résistance. La partie basse est faite avec la récupération du ballon précédent.
Le ballon est testé en captif dans le courant du mois de mai par le marquis de Montalembert, membre de l'Académie des sciences.
Le ballon devait être emballé et envoyé à Annonay, pour qu'Étienne puisse faire des essais de direction. Mais le roi Gustave III de Suède venait à Paris et avait déjà assisté à un vol, à Lyon, celui de la première femme aéronaute, Élisabeth Tible. Afin de l'épater, une fête « aéronautique » fut décidée. Pilâtre de Rozier était sur les rangs et après quelques projets plus ou moins réalisables, il fut décidé de réquisitionner le ballon d'Étienne.
Pilâtre de Rozier est choisi comme passager et aide le chimiste Louis Joseph Proust, qui avait donné des cours à son musée et qui était passionné d'aérostation. Le ballon étant conçu pour les hautes altitudes, des expériences étaient prévues.
Un essai captif fut réalisé où le ballon resta cinq heures en l'air. Le ballon fut donc expédié à Versailles.

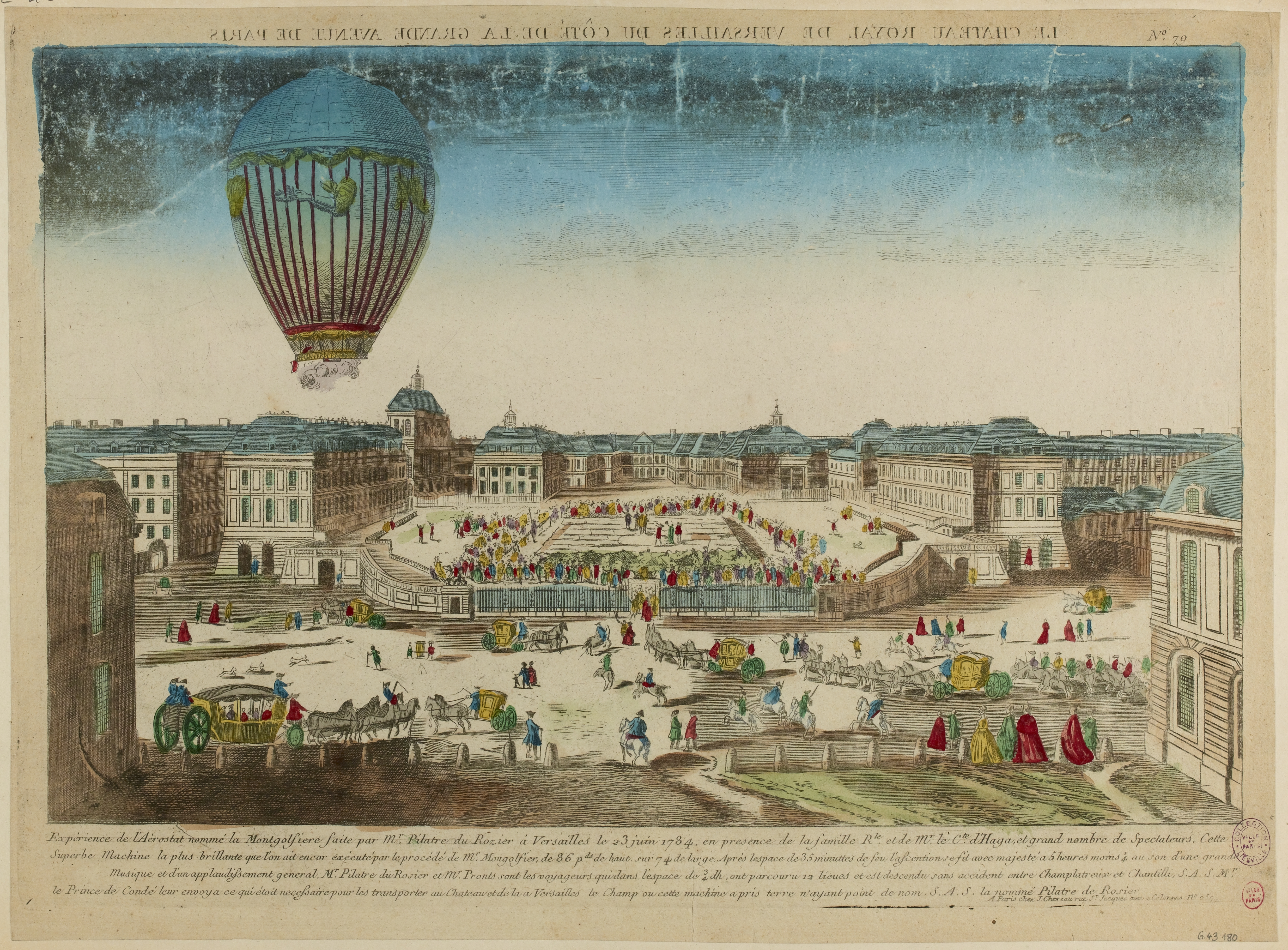
L'envol de La Marie-Antoinette, le 23 juin 1784.

Le 23 juin 1784, le ballon baptisé en l'honneur de la reine La Marie-Antoinette s'éleva à nouveau devant le roi de France et celui de Suède, à Versailles, emmenant Pilâtre de Rozier et Joseph Louis Proust. Ils montent régulièrement, se dirigeant vers le nord. Ils vont atteindre l'altitude estimée de 3 000 mètres après avoir traversé les couches nuageuses. Hors de la vue du sol, dans le froid et les turbulences ils décident de redescendre. Après 45 minutes de vol, ils ont parcouru 52 km et se posent après avoir dépassé Luzarches, entre Coye et Orry-la-Ville avant la forêt de Chantilly. Comme souvent sur ces premières montgolfières une fois posées, le foyer n'est plus assez actif pour fournir suffisamment d'air chaud mais assez pour brûler une partie du ballon. Ils durent déchirer la base de la montgolfière et la foule des badauds acheva de détériorer le reste.
Trois records du monde sont battus : distance, vitesse, altitude.
Étienne Montgolfier désira plus tard récupérer le ballon, mais il n'était vraiment pas récupérable et le gouvernement n'accepta plus de donner d'argent pour sa réparation.

#### Tentative de traversée de la Manche et mort

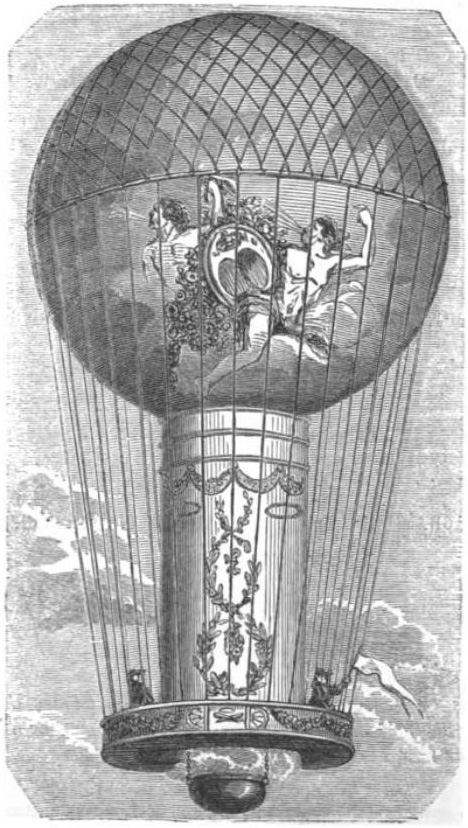
L'aéro-montgolfière de 1785.

Pilâtre désirait réaliser la traversée de la Manche dans le sens France-Angleterre, c.-à-d. contre les vents dominants. Dès le mois d'août 1784, encouragé par son voyage de Paris à Chantilly, il avait rencontré le physicien Pierre-Ange Romain pour l'étude d'un ballon capable de faire la traversée. Un contrat fut même signé pour que Romain construise le ballon et l'accompagne dans l'aventure.
Du fait qu'une tentative dans l'autre sens était en projet (tentative de Jean-Pierre Blanchard financée par son ami américain, John Jeffries), Pilâtre de Rozier obtint assez facilement du gouvernement français une somme d'argent pour construire son ballon. Les deux frères Romain construisirent ce dernier à Paris. Comme la traversée avec une montgolfière était impossible du fait de l'autonomie réduite de ces dernières — la masse de paille à emmener eût été énorme — il fut décidé de construire un ballon mixte, à air chaud et à gaz, assez en avance pour son temps, qu'ils appelèrent « aéro-montgolfière » (ce type de ballons s'appelle "rozière" de nos jours, en hommage à Pilâtre de Rozier). C'était une "charlière" sphérique (c.-à-d. un ballon à gaz), avec, en dessous, une montgolfière de forme à peu près cylindrique, l'ensemble faisant 22 mètres de haut.
Le ballon fut terminé en octobre 1784, mais il ne fut acheminé à Boulogne-sur-Mer qu'en décembre, le voyage étant prévu au tout début janvier. Mais en hiver, les vents ne sont pas fréquemment favorables. Ils durent attendre, Pilâtre de Rozier faisant même un voyage en bateau à Douvres où il rencontra son concurrent.
Le 7 janvier 1785, un ballon à gaz (gonflé à l'hydrogène) et piloté par Jean-Pierre Blanchard et le duc de Jeffries traversa la Manche dans le sens Angleterre-France, le sens des vents dominants.
Pilâtre de Rozier les accueille à Calais et les accompagne même à Paris, renonçant à son projet. Ce renoncement étant probablement mal reçu par le contrôleur général des finances, de Calonne qui l'a financé et veut qu'il redore le prestige du roi, Pilâtre de Rozier repart et est à pied d'œuvre, à Boulogne-sur-Mer dès le 22 janvier. Pierre Romain et lui firent plusieurs tentatives qui s'avérèrent infructueuses. Les jours puis les mois commencèrent à passer, le ballon dut être réparé plusieurs fois.

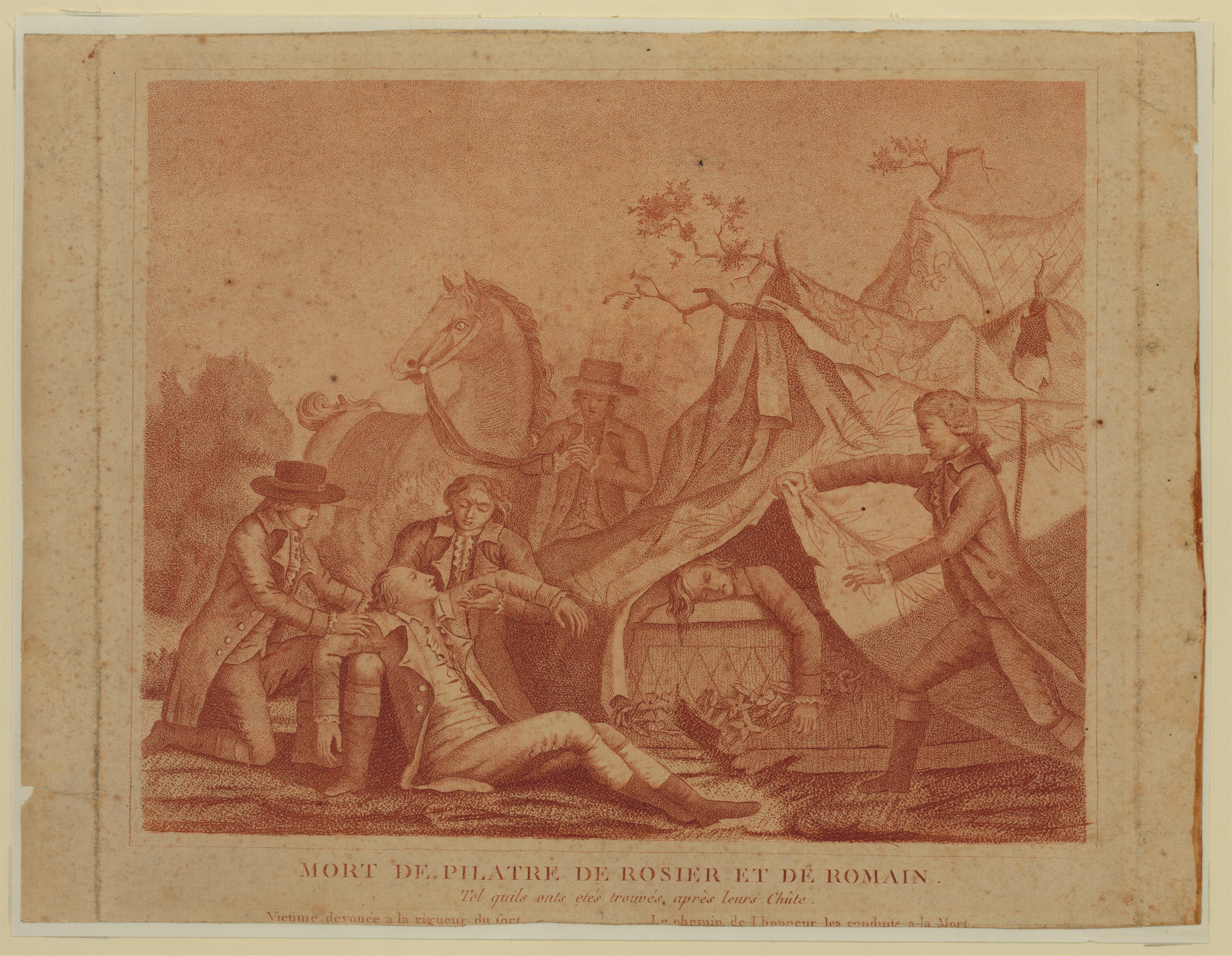
Mort de Pilâtre de Rozier et de Pierre Romain le 15 juin 1785.

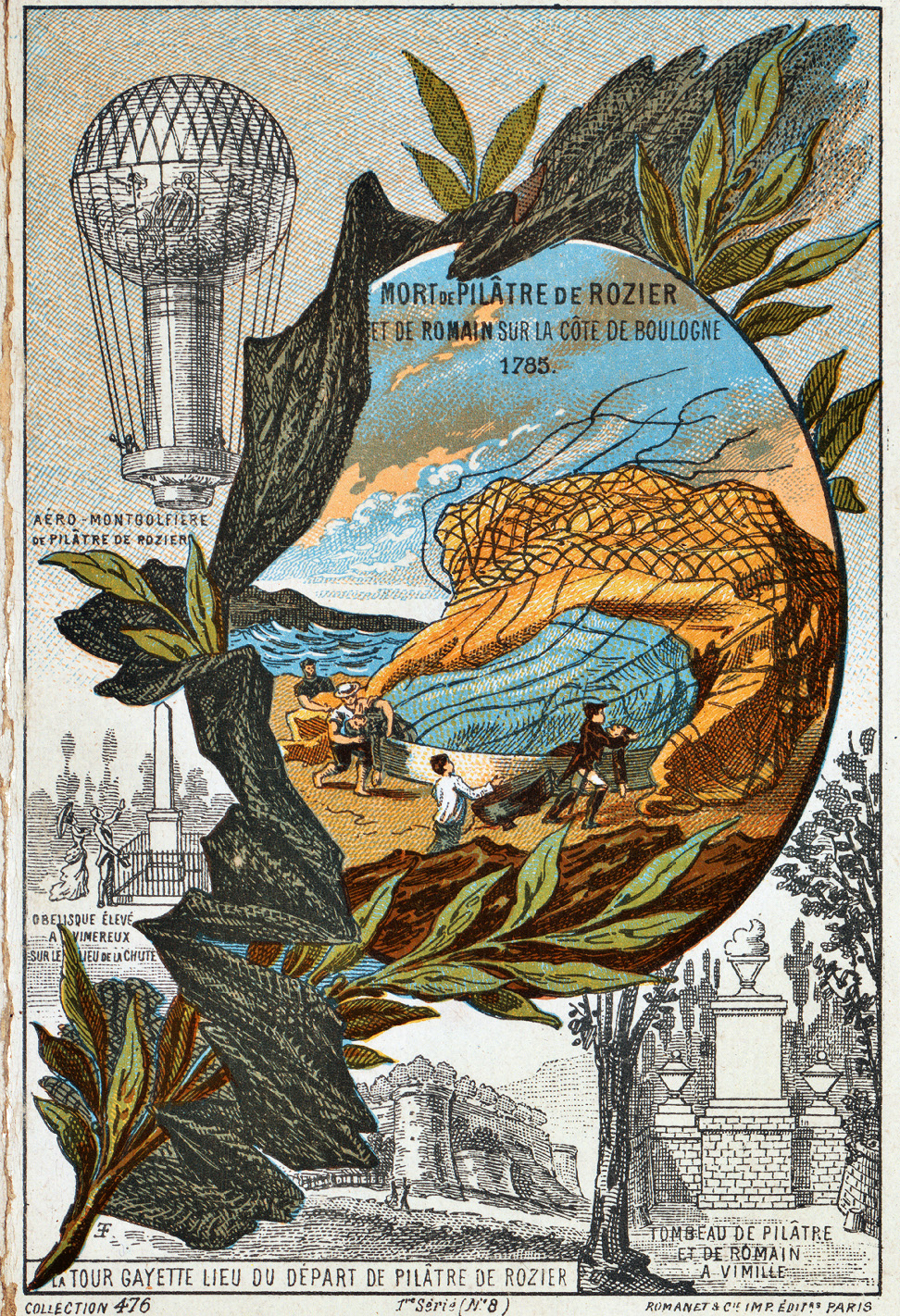
Carte postale commémorative de la mort de Pilâtre de Rozier et de Pierre Romain (imprimée entre 1890 et 1900).

Le 15 juin 1785, profitant de vents favorables, ils s'envolent. Mais un vent d'ouest les ramena au dessus des terres alors qu'ils s'étaient éloignés d'à peu près cinq kilomètres. À ce moment le ballon se dégonfla brusquement et ils s'écrasèrent au sol, à 300 m du rivage. Ils furent tués tous les deux sur le territoire de la commune actuelle de Wimereux (anciennement Wimille), près de Boulogne-sur-Mer, devenant les deux premières victimes de l'air. Les causes exactes de l'accident sont assez mal connues. Il ne semble pas qu'il y ait eu d'incendie. Il se pourrait que la soupape du ballon à gaz actionnée pour la descente ait entraîné une déchirure de celui-ci, ce qui aurait provoqué la chute.

## Postérité
Les ballons sustentés à la fois par gaz et par air chaud s'appellent des « rozières ».
Un dirigeable de l'armée française est baptisé Pilâtre-de-Rozier. Cet appareil s'écrase à Vœllerdingen le 24 février 1917, tuant les neuf membres d'équipage.
L'association qui organise le Mondial Air Ballons s'appelle Pilâtre de Rozier.
Dans le 16e arrondissement de Paris, au sein du jardin du Ranelagh, l'allée Pilâtre-de-Rozier lui rend hommage. Dans le 11e arrondissement de Paris, le collège public situé au 11 Rue Bouvier porte le nom de Pilâtre de Rozier et a pour emblème un blason qui rappelle les premiers ballons à air.
À Châtenay-Malabry, la rue et l'allée Pilâtre de Rozier lui rendent également hommage.

### Philatélie
Pour le 150e anniversaire de la mort accidentelle de l’aéronaute Jean-François Pilâtre de Rozier, un timbre-poste français est émis le 4 juin 1936.
Deux autres timbres ont été émis en 1983, sous forme de triptyque avec une vignette sans valeur faciale, pour le « bicentenaire de l'air et de l'espace ».

### Cinéma
- 1936 : Conquest of the Air de Zoltan Korda avec John Abbott.